# Celle (Arroux)
Die Celle ist ein Fluss in Frankreich, der im Département Saône-et-Loire in der Region Bourgogne-Franche-Comté verläuft und in seinem Verlauf mehrfach den Namen ändert. Er entspringt im Morvan-Gebirge unter dem Namen Grand Vernet, beim Weiler La Croix de Chèvre, im Gemeindegebiet von Cussy-en-Morvan, entwässert generell in südlicher Richtung durch den Regionalen Naturpark Morvan und mündet nach rund 28 Kilometern unter dem Namen Celle im Gemeindegebiet von Monthelon, knapp westlich von Autun, als rechter Nebenfluss in den Arroux.

## Orte am Fluss
und Name des Flusses im jeweiligen Abschnitt:
- La Croix-de-Chèvre, Gemeinde Cussy-en-Morvan
  - Flussname: Le Grand Vernet
- Cussy-en-Morvan
  - Flussname: Rivière de Cussy
- La Petite-Verrière
  - Flussname: Chaloire
- La Celle-en-Morvan
  - Flussname: Celle
- Monthelon

## Sehenswürdigkeiten
- Schloss Château de Monthelon, Monument historique